# Échebrune
Échebrune est une commune du Sud-Ouest de la France, située dans le département de la Charente-Maritime (région Nouvelle-Aquitaine).
Ses habitants sont appelés les Échebrunois et les Échebrunoises.

## Géographie
La commune d'Échebrune se situe dans le Sud du département de la Charente-Maritime, en région Nouvelle-Aquitaine, dans l'ancienne province de Saintonge. Appartenant au Midi atlantique, au cœur de l'arc atlantique, elle peut être rattachée à deux grands ensembles géographiques, le Grand Ouest français et le Grand Sud-Ouest français.
Échebrune est une des étapes d'un sentier de grande randonnée balisé, le GR 360.

### Communes limitrophes
|          | Pérignac  | Coulonges        |
| Bougneau | Échebrune | Lonzac           |
| Biron    | Chadenac  | Jarnac-Champagne |

## Urbanisme

### Typologie
Au 1er janvier 2024, Échebrune est catégorisée commune rurale à habitat dispersé, composée de plusieurs villages espacés selon la nouvelle grille communale de densité à 7 niveaux définie par l'Insee en 2022.
Elle est située hors unité urbaine. Par ailleurs la commune fait partie de l'aire d'attraction de Pons, dont elle est une commune de la couronne,. Cette aire, qui regroupe 8 communes, est catégorisée dans les aires de moins de 50 000 habitants,.

### Occupation des sols
L'occupation des sols de la commune, telle qu'elle ressort de la base de données européenne d’occupation biophysique des sols Corine Land Cover (CLC), est marquée par l'importance des territoires agricoles (98,4 % en 2018), en diminution par rapport à 1990 (100 %). La répartition détaillée en 2018 est la suivante : 
cultures permanentes (48,7 %), terres arables (41,6 %), zones agricoles hétérogènes (8,2 %), zones urbanisées (1,6 %). L'évolution de l’occupation des sols de la commune et de ses infrastructures peut être observée sur les différentes représentations cartographiques du territoire : la carte de Cassini (XVIIIe siècle), la carte d'état-major (1820-1866) et les cartes ou photos aériennes de l'IGN pour la période actuelle (1950 à aujourd'hui).

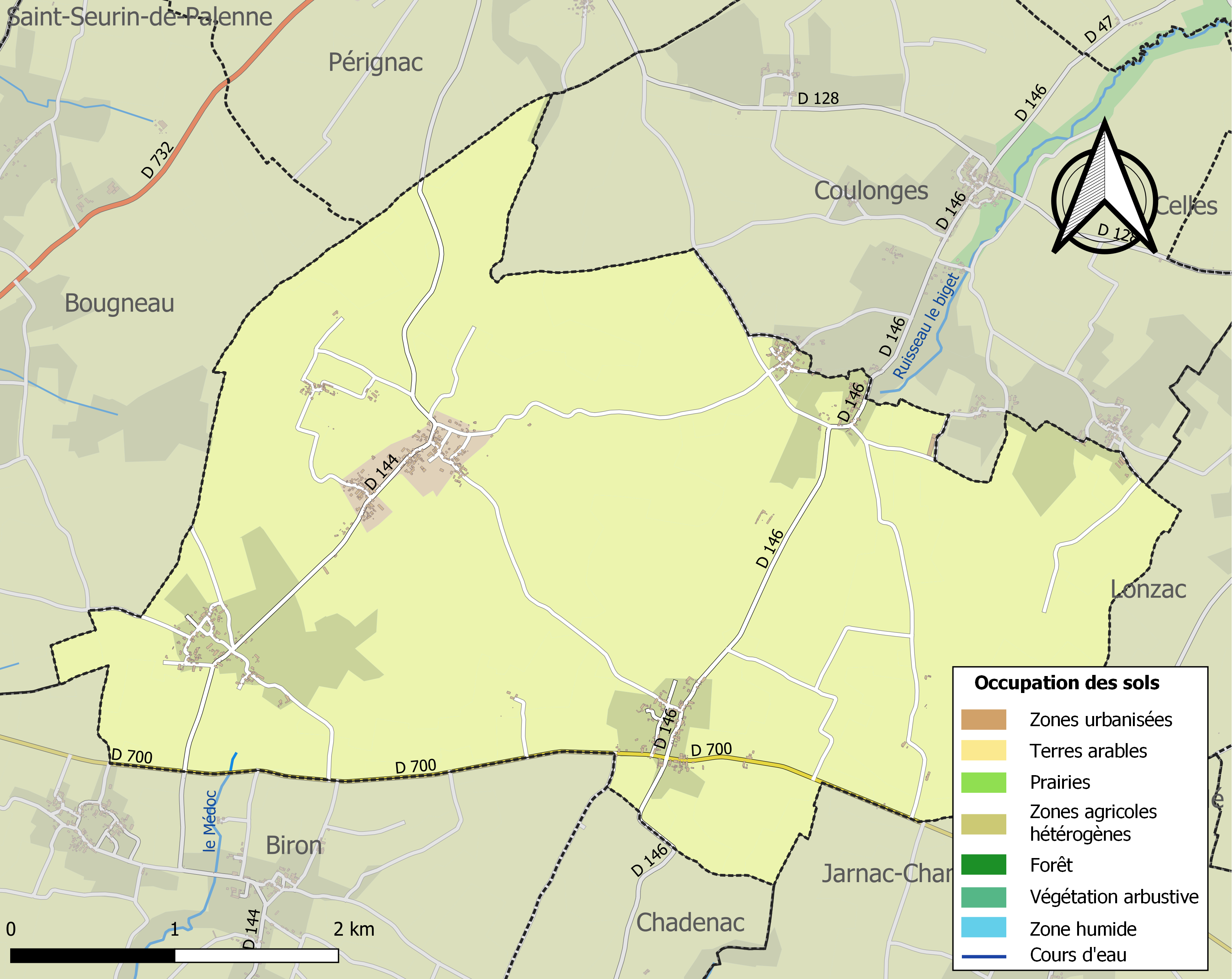
Carte des infrastructures et de l'occupation des sols de la commune en 2018 (CLC).

### Risques majeurs
Le territoire de la commune d'Échebrune est vulnérable à différents aléas naturels : météorologiques (tempête, orage, neige, grand froid, canicule ou sécheresse), inondations, mouvements de terrains et séisme (sismicité faible). Il est également exposé à un risque technologique,  le transport de matières dangereuses. Un site publié par le BRGM permet d'évaluer simplement et rapidement les risques d'un bien localisé soit par son adresse soit par le numéro de sa parcelle.

#### Risques naturels
Certaines parties du territoire communal sont susceptibles d’être affectées par le risque d’inondation par débordement de cours d'eau. La commune a été reconnue en état de catastrophe naturelle au titre des dommages causés par les inondations et coulées de boue survenues en 1982, 1983, 1999 et 2010,.

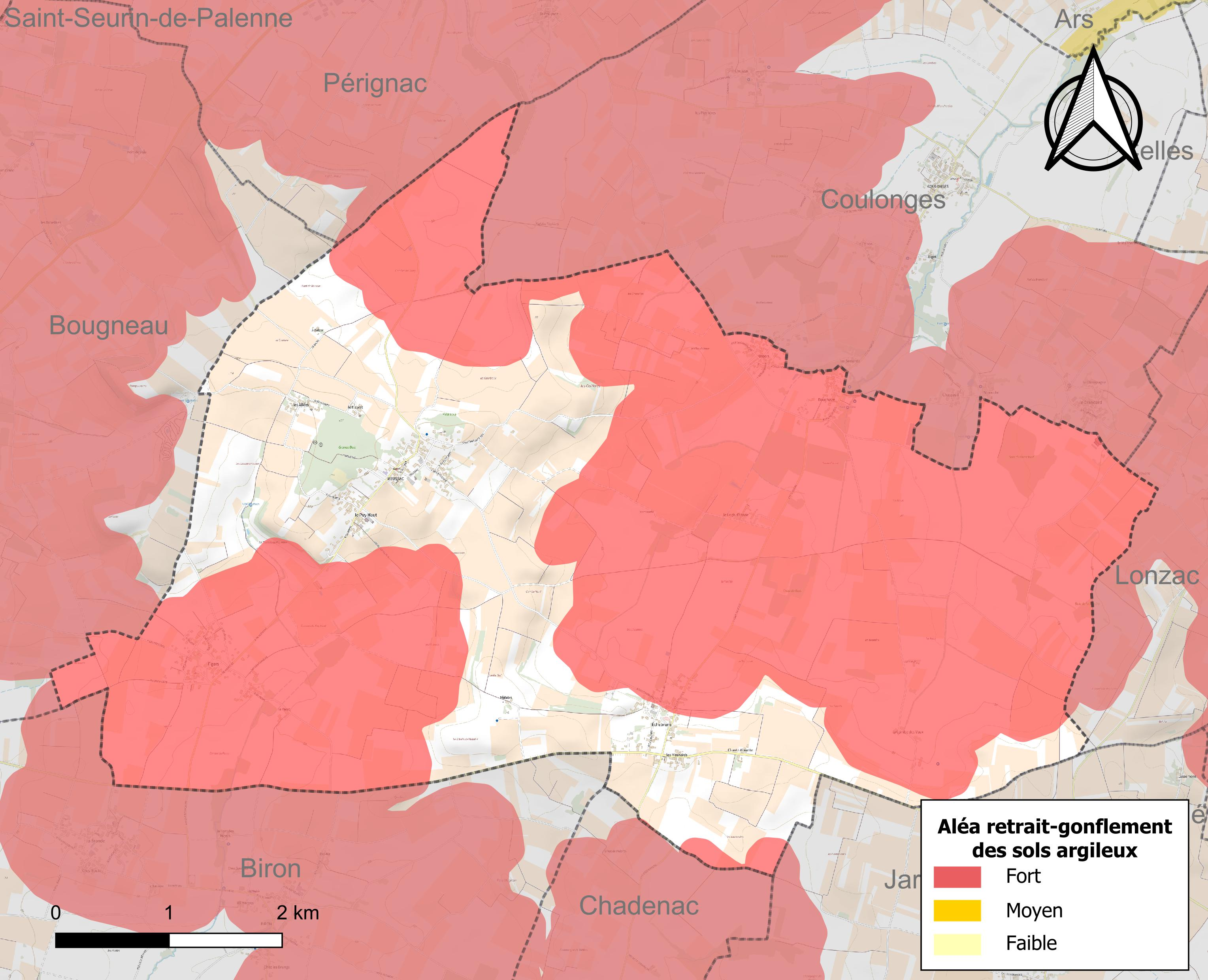
Carte des zones d'aléa retrait-gonflement des sols argileux d'Échebrune.

Les mouvements de terrains susceptibles de se produire sur la commune sont des tassements différentiels.
Le retrait-gonflement des sols argileux est susceptible d'engendrer des dommages importants aux bâtiments en cas d’alternance de périodes de sécheresse et de pluie. 66,9 % de la superficie communale est en aléa moyen ou fort (54,2 % au niveau départemental et 48,5 % au niveau national). Sur les 264 bâtiments dénombrés sur la commune en 2019,  128 sont en aléa moyen ou fort, soit 48 %, à comparer aux 57 % au niveau départemental et 54 % au niveau national. Une cartographie de l'exposition du territoire national au retrait gonflement des sols argileux est disponible sur le site du BRGM,.
Par ailleurs, afin de mieux appréhender le risque d’affaissement de terrain, l'inventaire national des cavités souterraines permet de localiser celles situées sur la commune.
Concernant les mouvements de terrains, la commune a été reconnue en état de catastrophe naturelle au titre des dommages causés par des mouvements de terrain en 1983, 1999 et 2010.

#### Risques technologiques
Le risque de transport de matières dangereuses sur la commune est lié à sa traversée par une ou des infrastructures routières ou ferroviaires importantes ou la présence d'une canalisation de transport d'hydrocarbures. Un accident se produisant sur de telles infrastructures est susceptible d’avoir des effets graves sur les biens, les personnes ou l'environnement, selon la nature du matériau transporté. Des dispositions d’urbanisme peuvent être préconisées en conséquence.

## Toponymie
Albert Dauzat qui ne cite aucune forme ancienne, signe qu'il n'en connaît pas, hésite à rapprocher Échebrune d’Échevronne (Côte-d'Or, Scabrona 877), dérivé du latin scaber « inégal, bossué », à l'aide du suffixe -ona.

## Histoire

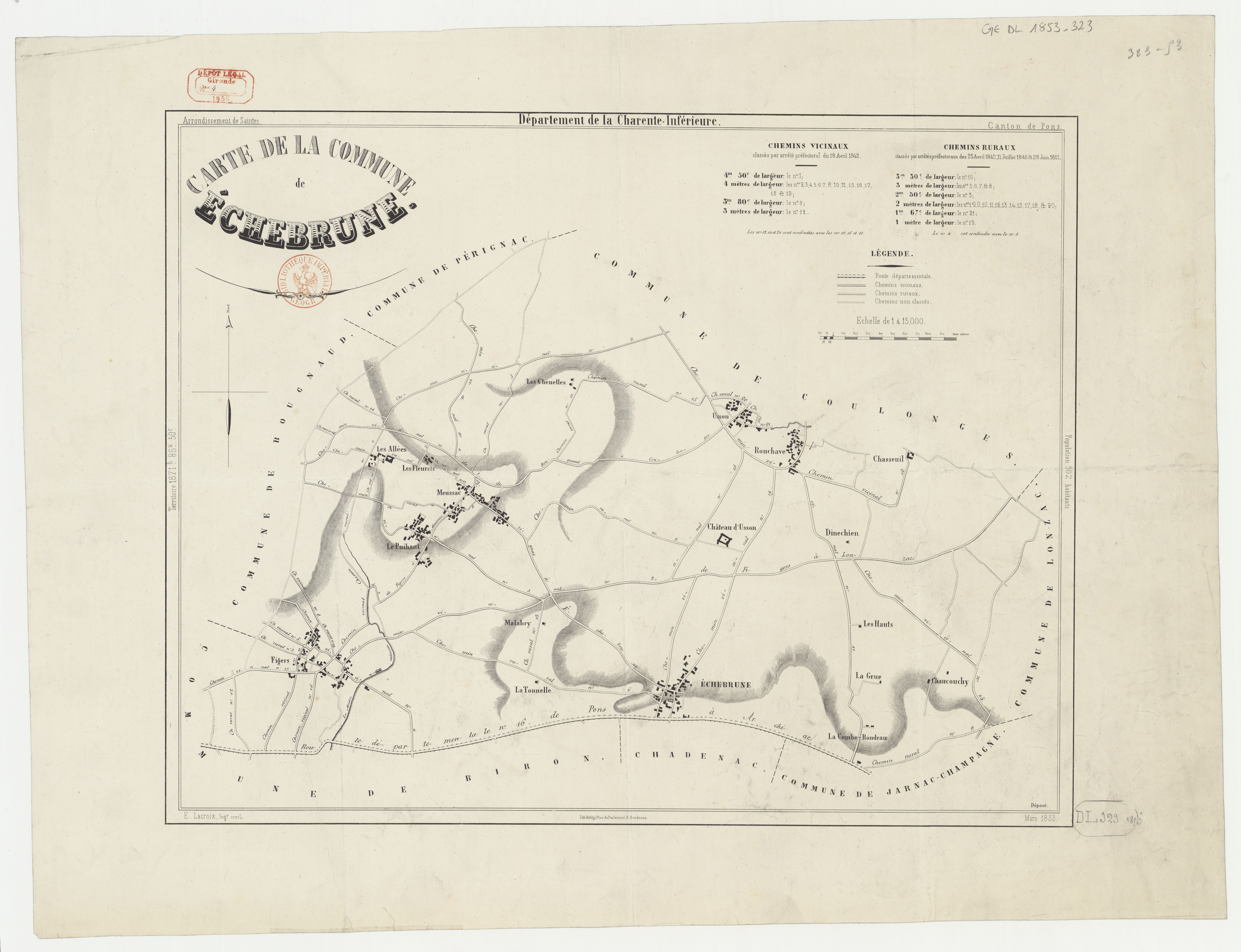
Carte de la commune en 1853.

## Politique et administration

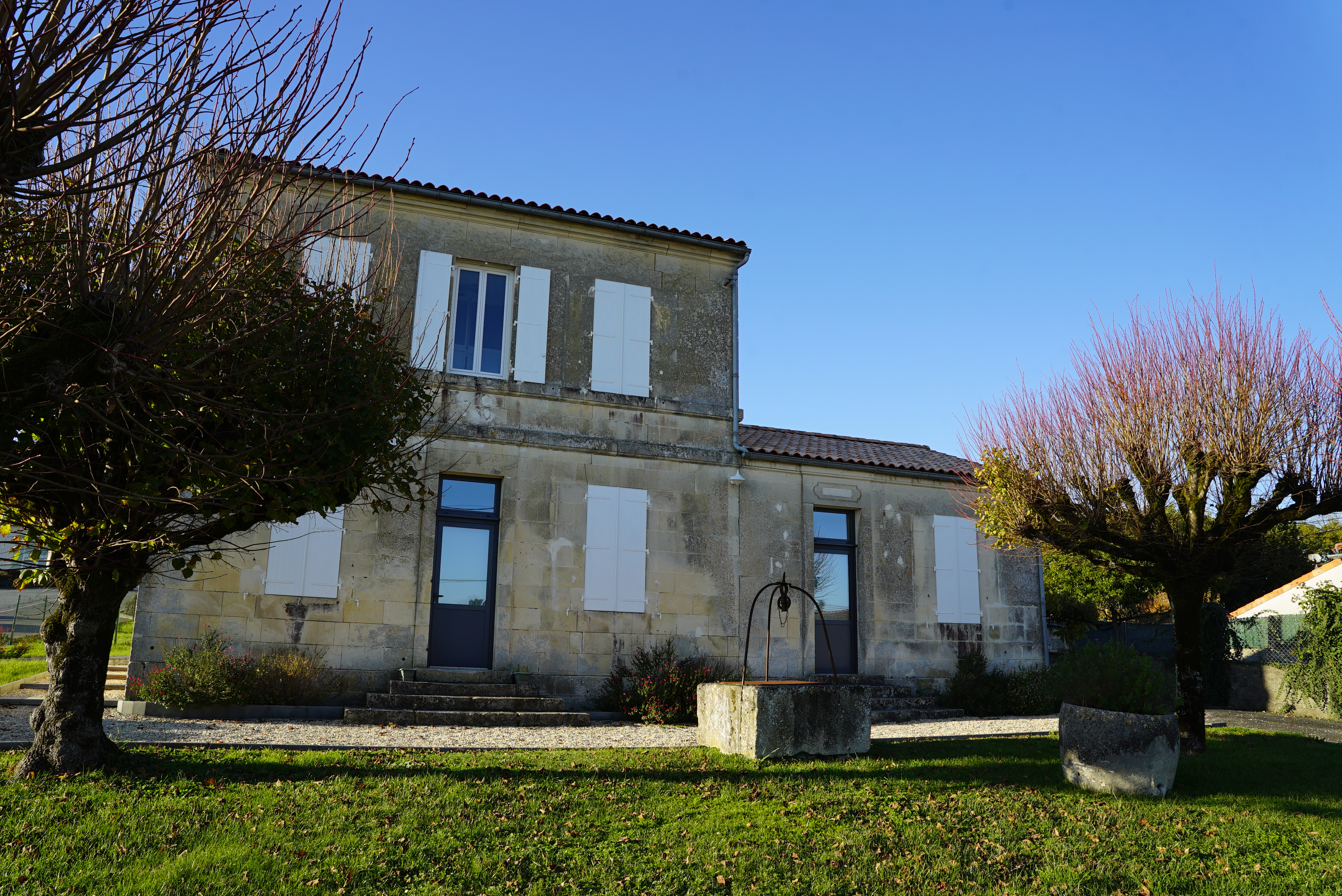
La mairie d'Échebrune dans le quartier de Meussac.

### Liste des maires
| Période                                  | Période  | Identité            | Étiquette | Qualité     |
| ---------------------------------------- | -------- | ------------------- | --------- | ----------- |
| 2001                                     | 2008     | Pierre Genaud       |           |             |
| 2008                                     | 2020     | Jean-Yves Baudrit   | DVD       | Agriculteur |
| 2020                                     | En cours | Christian Lavalette |           |             |
| Les données manquantes sont à compléter. |          |                     |           |             |

### Région
À la suite de la mise en application de la réforme administrative de 2014 ramenant le nombre de régions de France métropolitaine de 22 à 13, la commune, comme le département, appartient depuis le 1er janvier 2016 à la région Nouvelle-Aquitaine, dont la capitale est Bordeaux. De 1972 au 31 décembre 2015, elle a appartenu à la région Poitou-Charentes, dont le chef-lieu était Poitiers.

## Population et société

### Démographie

#### Évolution démographique
L'évolution du nombre d'habitants est connue à travers les recensements de la population effectués dans la commune depuis 1793. Pour les communes de moins de 10 000 habitants, une enquête de recensement portant sur toute la population est réalisée tous les cinq ans, les populations de référence des années intermédiaires étant quant à elles estimées par interpolation ou extrapolation. Pour la commune, le premier recensement exhaustif entrant dans le cadre du nouveau dispositif a été réalisé en 2007.

En 2022, la commune comptait 482 habitants, en évolution de −0,82 % par rapport à 2016 (Charente-Maritime : +4,04 %, France hors Mayotte : +2,11 %).
| 1793 | 1800 | 1806 | 1821 | 1831 | 1836 | 1841 | 1846 | 1851 |
| ---- | ---- | ---- | ---- | ---- | ---- | ---- | ---- | ---- |
| 691  | 844  | 764  | 872  | 853  | 898  | 879  | 879  | 902  |

| 1856 | 1861 | 1866 | 1872 | 1876 | 1881 | 1886 | 1891 | 1896 |
| ---- | ---- | ---- | ---- | ---- | ---- | ---- | ---- | ---- |
| 920  | 910  | 888  | 839  | 781  | 720  | 691  | 619  | 646  |

| 1901 | 1906 | 1911 | 1921 | 1926 | 1931 | 1936 | 1946 | 1954 |
| ---- | ---- | ---- | ---- | ---- | ---- | ---- | ---- | ---- |
| 611  | 610  | 619  | 557  | 540  | 562  | 504  | 476  | 550  |

| 1962 | 1968 | 1975 | 1982 | 1990 | 1999 | 2006 | 2007 | 2012 |
| ---- | ---- | ---- | ---- | ---- | ---- | ---- | ---- | ---- |
| 464  | 505  | 507  | 476  | 440  | 451  | 491  | 497  | 490  |

| 2017 | 2022 | - | - | - | - | - | - | - |
| ---- | ---- | - | - | - | - | - | - | - |
| 485  | 482  | - | - | - | - | - | - | - |

## Économie

### Agriculture
La viticulture est une ressource économique importante. Le territoire de certaines zones est couvert de vignobles dans les versants exposés au Sud. La commune est située en Petite Champagne, dans la zone d'appellation d'origine contrôlée du cognac.

## Culture locale et patrimoine

### Lieux et monuments

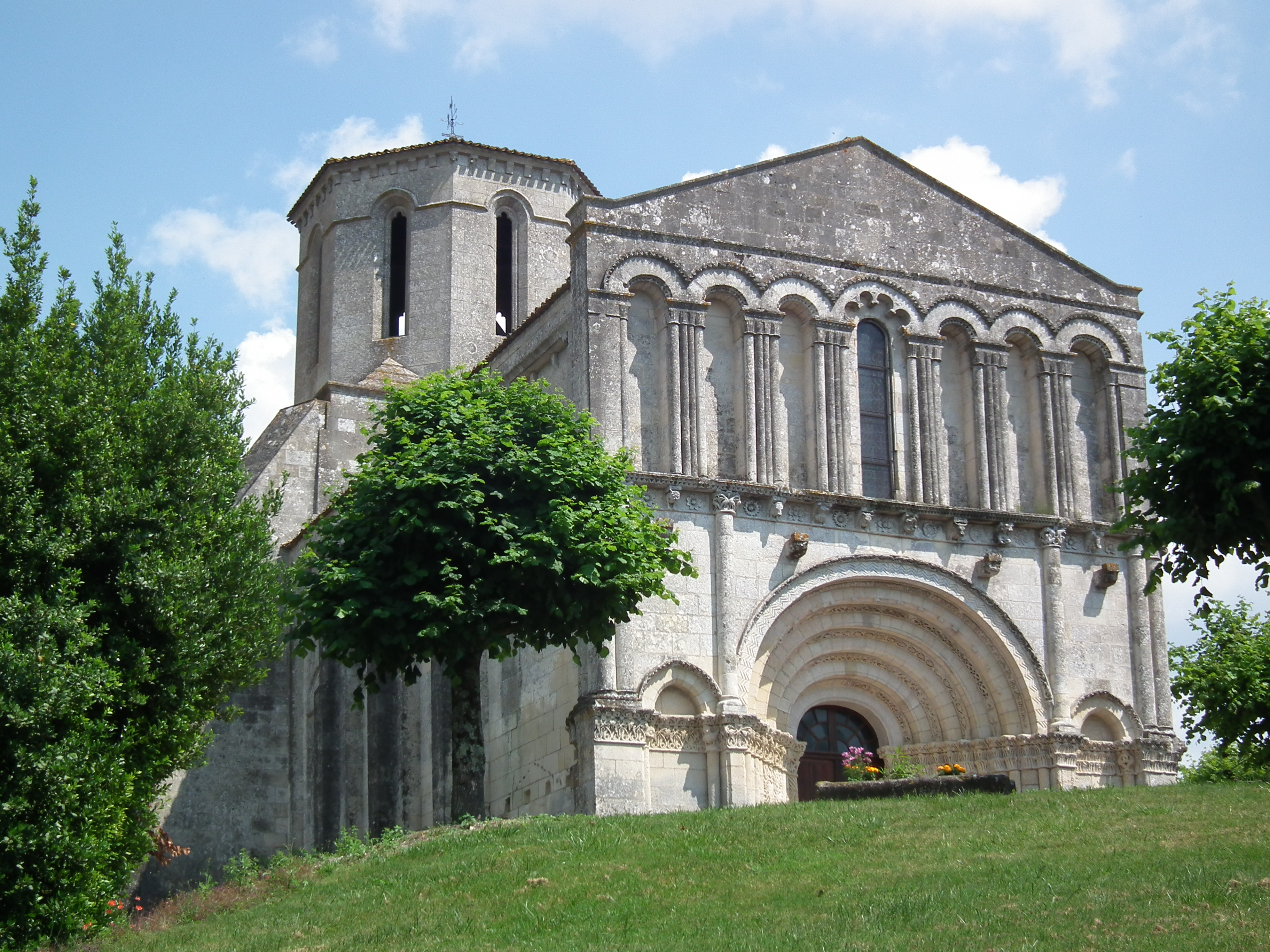
Façade de l'église Saint-Pierre.
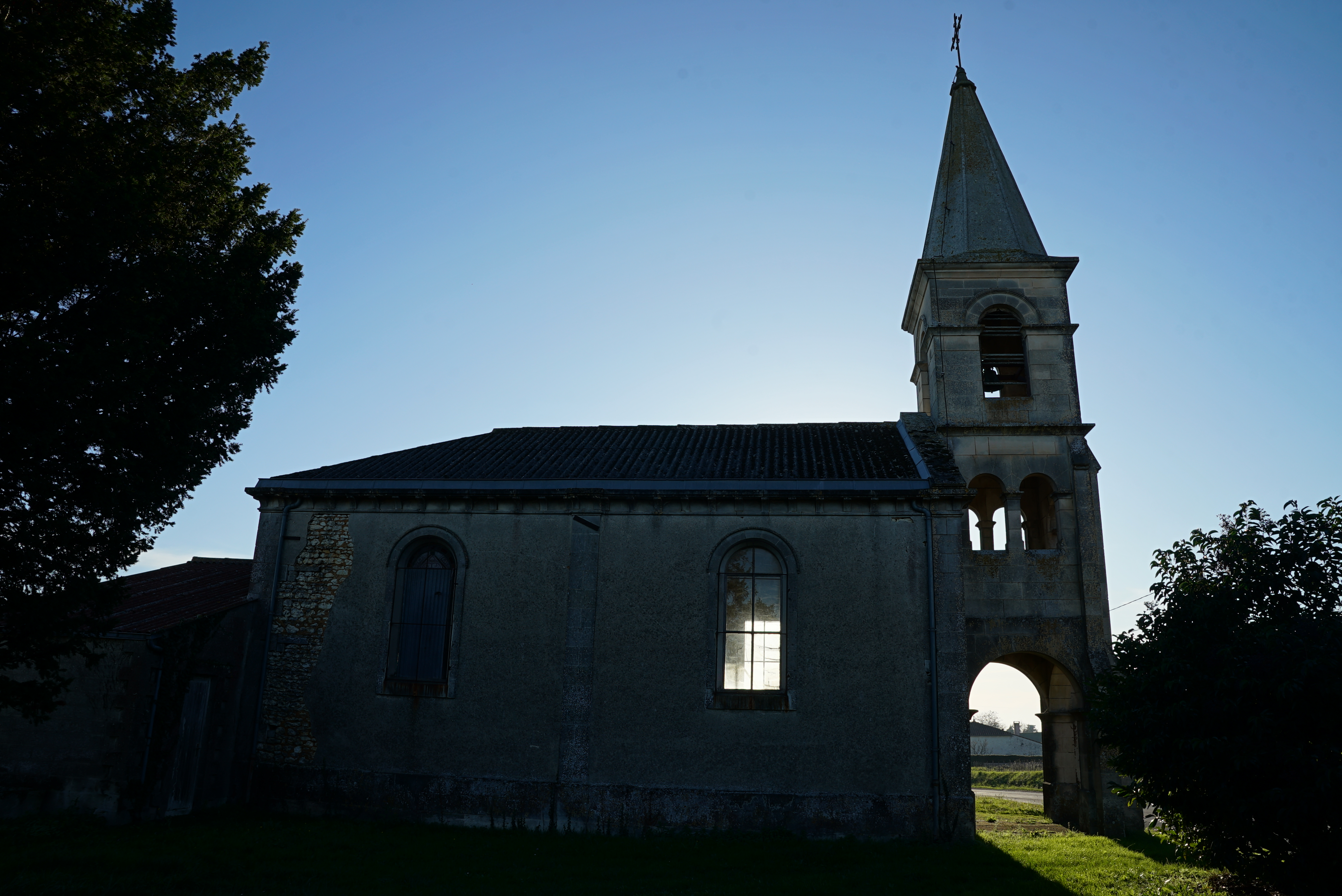
Temple protestant
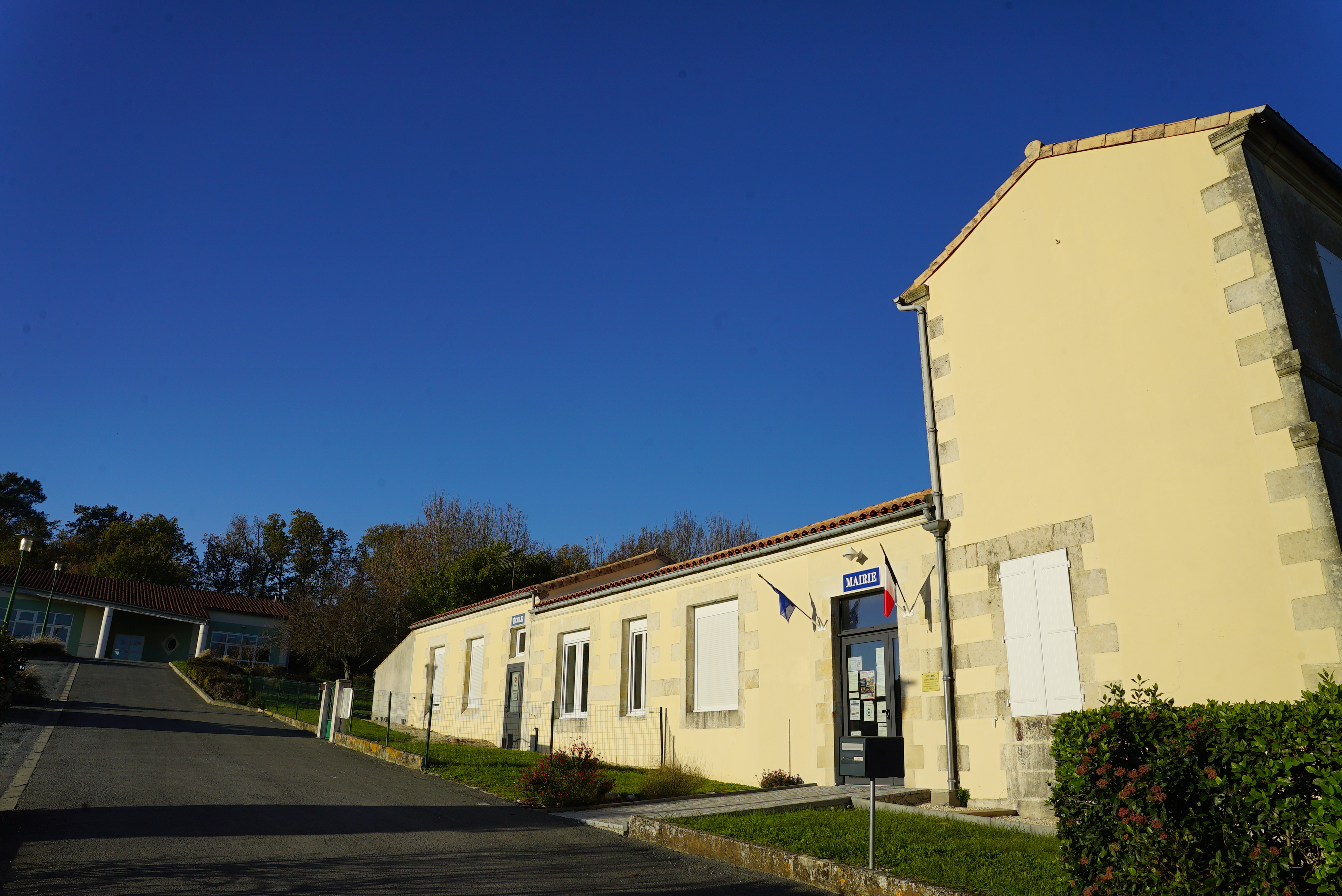
Mairie-école
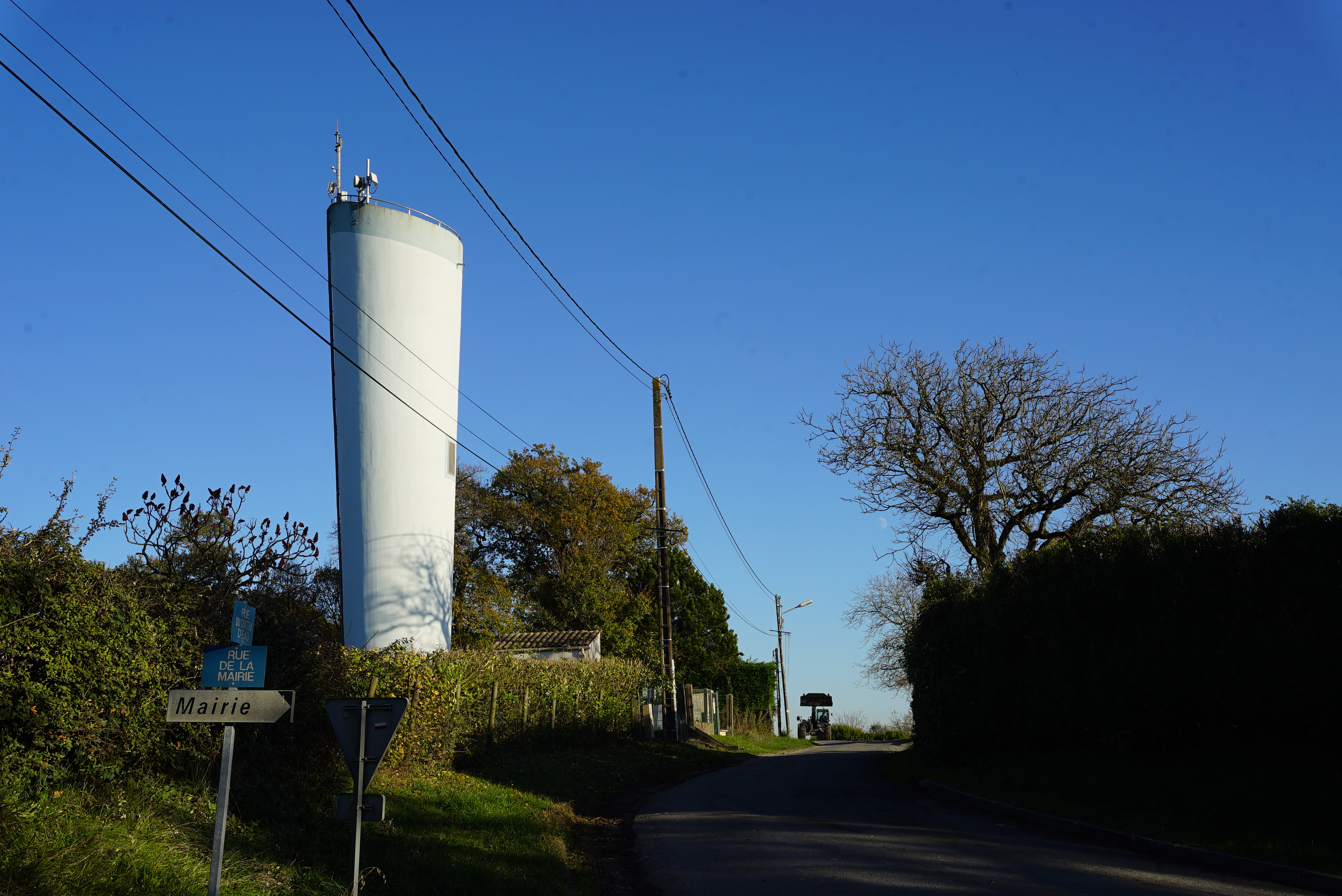
Château d'eau dans le quartier de Meussac

- Église Saint-Pierre, du XIIe siècle, remaniée au XVe : façade à trois portails, arcature et pignon, clocher octogonal, coupole sur pendentifs, tribunes à balustrade de pierre du XVIIIe, curieux graffiti de pèlerins.
- Calvaire d'Échebrune
- Le cimetière communal est situé à l'écart du village, Rue des Chardons